# Gemnefchonsbak
Gemnefchonsbak, eigentlich Gemenefchonsbak in Eigennamenschreibweise,  war ein altägyptischer lokaler Pharao (König) der kuschitischen 25. Dynastie (Dritte Zwischenzeit) der um 700 bis 680 v. Chr. (Kitchen) in Tanis herrschte. Belegt ist er durch eine Stele in Turin sowie einige Bauelemente in Tanis.